# Roccella Valdemone
Roccella Valdemone es un municipio italiano situado en la ciudad metropolitana de Mesina, en Sicilia. Tiene una población estimada, a fines de mayo de 2023, de 562 habitantes.

## Evolución demográfica
| Gráfica de evolución demográfica de Roccella Valdemone entre 1861 y 2023 |
|                                                                          |
| Fuente: ISTAT - Elaboración gráfica de Wikipedia                         |